# Пиор Нитријски
Свети Пиор Нитријски је хришћански светитељ у лику преподобног, из 4. века. 
Рођен је у Египту. Од младости се замонашио и живео у Мисирској пустињи, где се подвизавао пуних педесет година.
У црквеном предању стоји да је показао чудо трпљења: на месту свога боравка је ископао бунар, и нашао врло горку воду, али он ипак остаде тамо до саме смрти своје, и употребљавао је само ту горку воду. Многи монаси, и то врло искусни, покушавали су после његове смрти да остану у његовој келији, али нису могли да проведу ни једну читаву годину, јер је тамо и вода необично горка, и место лишено сваке удобности.
Говори се и да никад није седао за трпезу да једе, него је увек јео стојећи и послујући. Кад су га запитали зашто он тако чини, одговорио је: „Нећу да се занимам једењем као послом него као узгредицом”.
Преподобни Пиор је живео пуних 100 година. Умро је у 4. веку.
Православна црква прославља светог Пиора 17. јуна по јулијанском календару.